# Tammiku
Tammiku est un petit bourg de 291 habitants de la commune de Jõhvi du comté de Viru-Est en Estonie. 